# Alos (Ariège)
Alos – miejscowość i gmina we Francji, w regionie Oksytania, w departamencie Ariège.
Według danych z 1990 r. gminę zamieszkiwało 136 osób, a gęstość zaludnienia wynosiła 6 osób/km² (wśród 3020 gmin regionu Midi-Pireneje Alos plasuje się na 927. miejscu pod względem liczby ludności, natomiast pod względem powierzchni na miejscu 481.).